# Качарава, Важа Соломонович
Ва́жа Соломо́нович Качара́ва (р. 2 января 1937, Тбилиси) — советский волейболист и тренер, игрок сборной СССР (1963—1967). Олимпийский чемпион 1964, обладатель Кубка мира 1965, чемпион Европы 1967. Нападающий. Заслуженный мастер спорта СССР (1965).

## Биография
Выступал за команды: 1955—1964 — «Буревестник» (Тбилиси), 1964—1970 — «Динамо» (Москва). Бронзовый призёр чемпионата СССР 1965. В составе сборной Москвы серебряный призёр союзного первенства и Спартакиады народов СССР 1967. В составе сборной Грузинской ССР бронзовый призёр чемпионата СССР и Спартакиады народов СССР 1963.
В сборной СССР в официальных соревнованиях выступал в 1963—1967 годах. В её составе стал олимпийским чемпионом 1964, бронзовым призёром чемпионата мира 1966, победителем розыгрыша Кубка мира 1965, чемпионом Европы 1967 и бронзовым призёром европейского первенства 1963.
По окончании спортивной карьеры работал тренером. Заслуженный тренер СССР (1982). В 1974—1980 — главный тренер московского МВТУ — бронзового призёра чемпионата СССР 1977, обладателя Кубка СССР 1972. Главный тренер мужской сборной Москвы — победителя Спартакиады народов СССР 1975. Тренер молодёжной сборной Грузинской ССР (1976—1977), главный тренер мужской сборной Грузинской ССР (1984—1990), тренер сборной СССР (1977). В 1991—1994 — главный тренер мужской сборной Грузии.

## Награды
- Орден Чести (Грузия)
- Президентский орден «Сияние» (Грузия)

## Источник
- Волейбол: Энциклопедия / Сост. В. Л. Свиридов, О. С. Чехов. — Томск: Компания «Янсон», 2001.
- Качарава Важа Соломонович // Олимпийская энциклопедия / С. П. Павлов. — М.: Советская энциклопедия, 1980. — 415 с.